# Yoku's Island Express
Yoku's Island Express è un videogioco del 2018 sviluppato da Villa Gorilla e pubblicato da Team17 per Nintendo Switch, Microsoft Windows, PlayStation 4 e Xbox One.

## Modalità di gioco
Yoku's Island Express è un Metroidvania bidimensionale con elementi da simulatore di flipper.